# 聖救主主教座堂轟炸
2020年卡贊切措茨教堂轟炸是2020年10月8日（2020年納戈爾諾-卡拉巴赫戰爭的第11天），納戈爾諾-卡拉巴赫舒沙的卡贊切措茨教堂（聖救主基督主教座堂）受兩枚飛彈襲擊而致屋頂部分坍塌的事件，造成教堂建築的破壞與數人受傷。

## 經過
卡贊切措茨教堂始建於1888年，過去曾在1920年的舒沙大屠殺中受到破壞，後來為亞塞拜然蘇維埃社會主義共和國用作倉庫，在舒沙於1992年重歸亞美尼亞控制後重修為教堂。2020年10月8日（2020年納戈爾諾-卡拉巴赫戰爭的第11天）晚間一枚飛彈首先擊中教堂的屋頂並對建築內部造成嚴重破壞，未造成教堂內避難的人員受傷，數小時後另一枚飛彈擊中教堂，炸傷數人，包括兩名採訪中的俄羅斯記者，其中一位受傷嚴重而被送往納卡首府斯捷潘納克特接受手術治療。

## 各方反應
當時舒沙仍是由以亞美尼亞人為主的阿爾察赫共和國掌控，亞美尼亞方指控轟炸是由阿塞拜疆武装力量發動，該國外交部發表聲明指其為亞塞拜然領導人的又一宗罪行，阿爾察赫教區主教帕爾傑夫·馬爾季羅相將此襲擊與伊斯蘭國的戰爭罪行相比。國際非政府組織人權觀察也指轟炸為亞塞拜然方所發動，以教堂為直接目標，可能構成戰爭罪。亞塞拜然國防部否認與此襲擊有關，該國新聞社指襲擊為亞美尼亞方發動，總統伊利哈姆·阿利耶夫受訪時則表示此襲擊「可能為我方部隊的誤擊，也可能是亞美尼亞方自導自演。」

## 後續
11月7日，亞塞拜然在為期三天的舒沙戰役後佔領舒沙；11月10日雙方在俄羅斯調停之下簽訂協議停火。

## 圖集

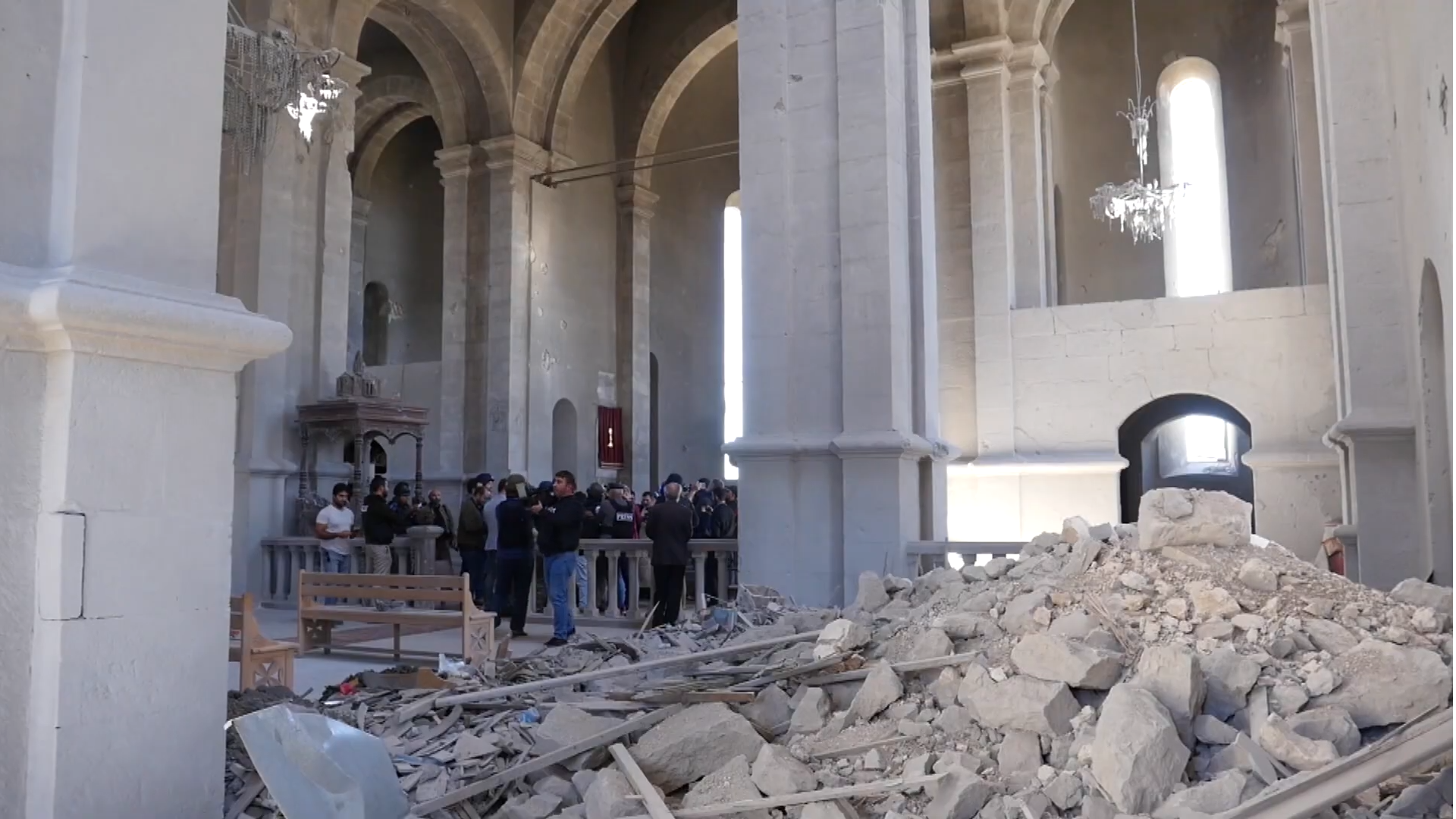
10月24日亞美尼亞人在受損的教堂中舉行婚禮
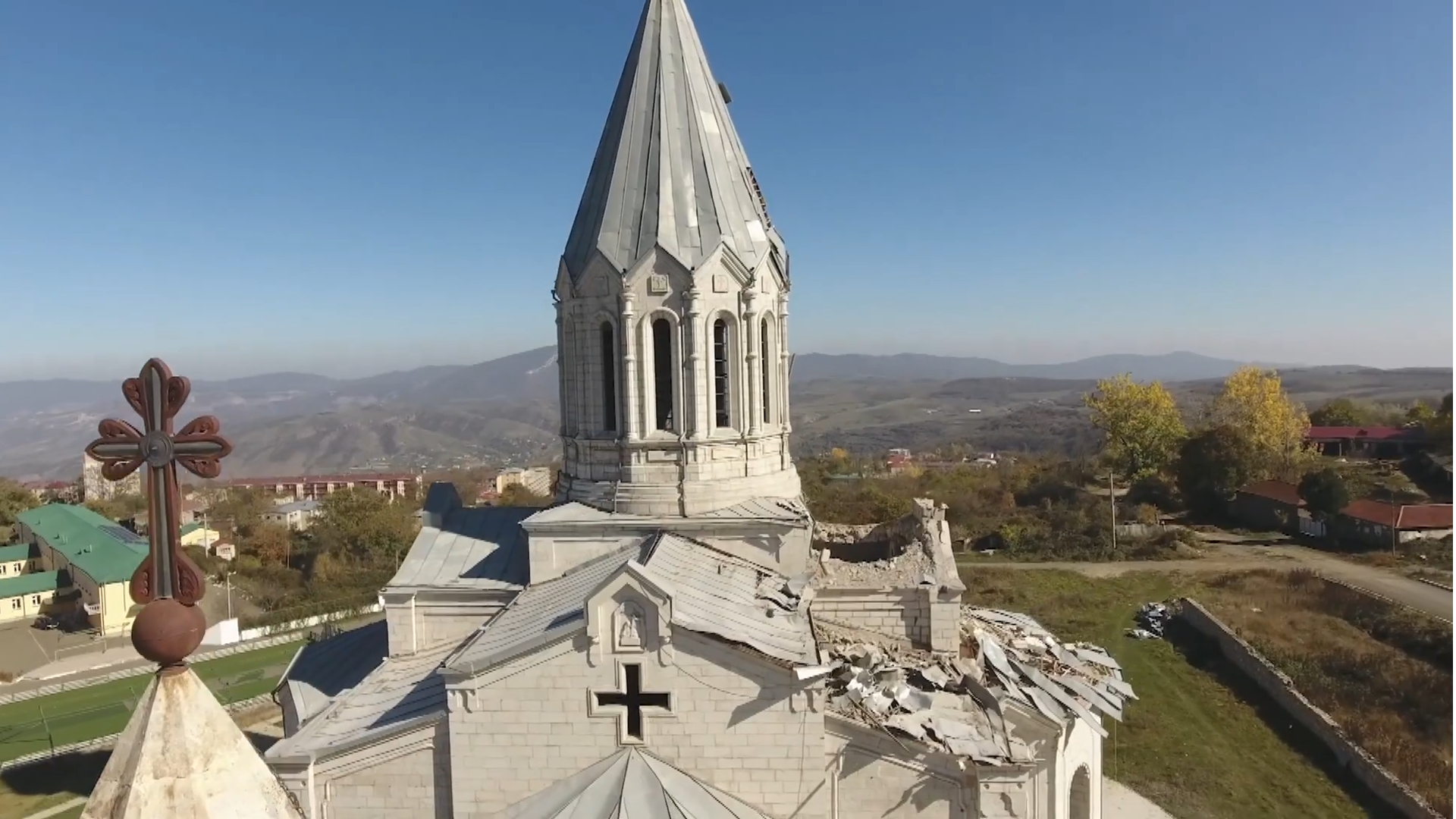
教堂受損後的外觀
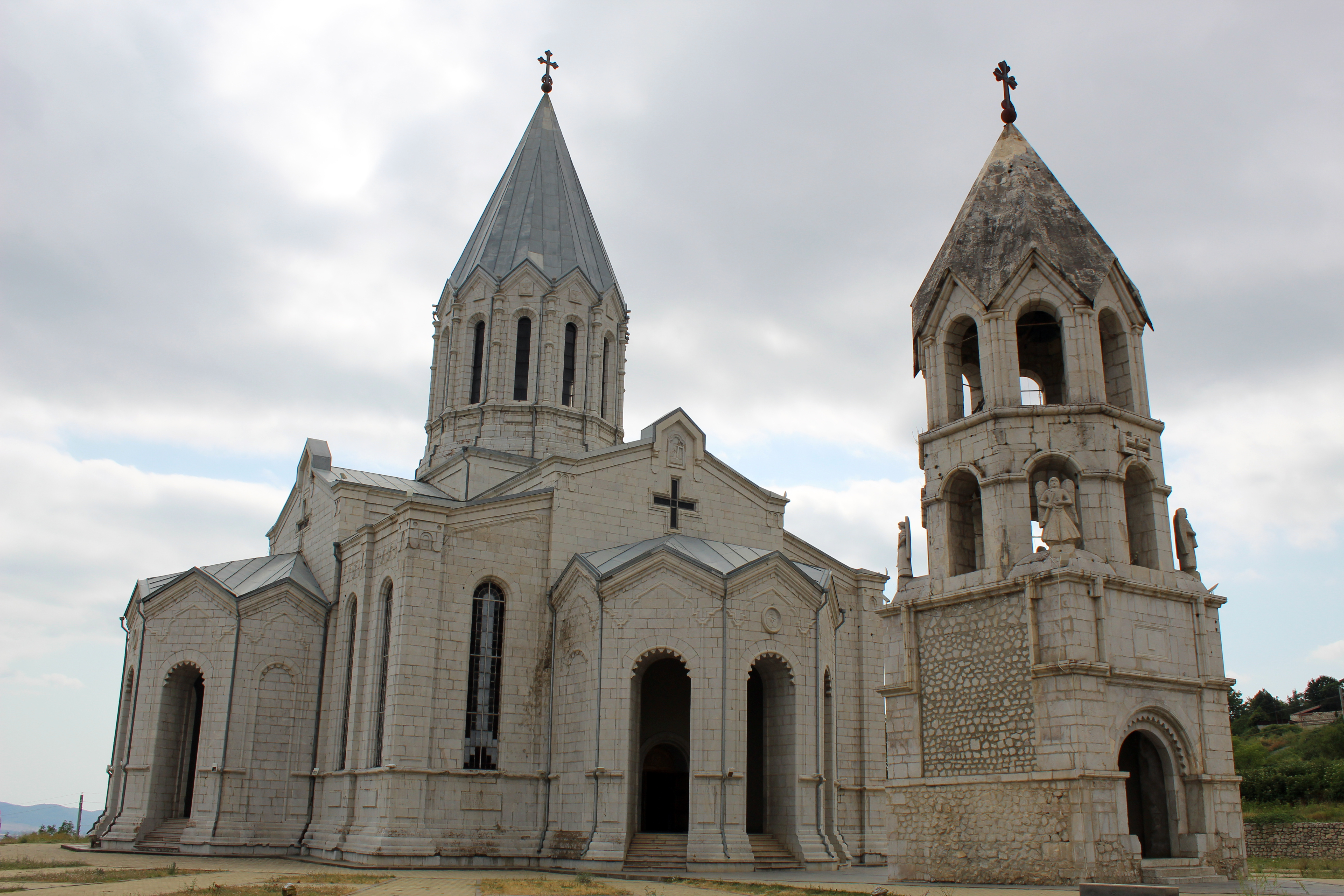
襲擊前的教堂